# Smrž pražský
Smrž pražský (Morchella pragensis) je vřeckovýtrusná houba z čeledi smržovitých.

## Popis
Plodnice jsou duté, 15 až 30 cm vysoké. Klobouk je kuželovitý až vejčitý, často bočně zploštělý. Je hluboce jamkatý a žebrovaný, okrové, hnědé až šedohnědé barvy. Žebra na klobouku bývají nápadně hustá, nepravidelně zkroucená až zubatá, vytvářející zpravidla velké množství hlubokých jamek nepravidelného tvaru. Hrany podélných žeber bývají zploštělé a černohnědé, tmavší než zbytek klobouku. Krátká příčná žebra jsou obvykle světlejší, pokroucená, nižší a tedy hlouběji v klobouku uložená. Třeň válcovitý, bělavý, zprohýbaný.

## Výskyt
Roste zpravidla na stanovištích ovlivněných člověkem. Tedy na rumištích, záhonech, často na mulčovaném povrchu, v parcích aj. Roste nepříliš hojně od dubna do června.

## Užití, podobné druhy a další poznámky
Je jedlý a výborný. Je snadno zaměnitelný s ostatními druhy smržů, které jsou též jedlé.
Smrž pražský se značně podobá rovněž jedlému smrži kuželovitému (Morchella conica), od nějž se odlišuje především typickými, člověkem poznamenanými, stanovišti výskytu a jiným uspořádáním žeber na klobouku – ta jsou u smrže pražského mnohem hustší, pokroucenější a nepravidelnější.
Vzhledem ke značné morfologické proměnlivosti smržů však není oddělování smrže pražského coby samostatného druhu jednoznačně uznáváno, mnohdy bývá považován jen za poddruh smrže kuželovitého, případně, zejm. v zahraniční popisován jako jiný druh (např. Morchella hortensis), případně rozdělován do více samostatných druhů.